# 瓦尔德马·巴沙诺夫斯基
瓦尔德马·巴沙诺夫斯基（波蘭語：Waldemar Baszanowski，1935年8月15日—2011年4月29日），波兰男子举重运动员。他曾代表波兰参加1960年、1964年、1968年和1972年夏季奥林匹克运动会举重比赛，获得二枚金牌。